# Guido Pella
Guido Pella (ur. 17 maja 1990 w Bahía Blanca) – argentyński tenisista, zdobywca Pucharu Davisa (2016), olimpijczyk z Rio de Janeiro (2016).

## Kariera tenisowa
Karierę zawodową Pella rozpoczął w 2007 roku.
W grze pojedynczej wielokrotnie wygrywał zawody rangi ATP Challenger Tour, w tym rozgrywki ATP Challenger Tour Finals, które odbyły się w listopadzie 2012 roku w São Paulo. W drabince głównej zawodów wielkoszlemowych zadebiutował podczas US Open 2012, przegrywając w pierwszej rundzie z Nikołajem Dawydienką. W cyklu ATP Tour jest zwycięzcą 1 turnieju z 5 rozegranych finałów.
W 2016 był w składzie reprezentacji Argentyny, która wygrała Puchar Davisa. W rundzie finałowej przeciwko Chorwacji nie wystąpił. W półfinale zdobył punkt w rywalizacji z Wielką Brytanią pokonując Kyle’a Edmunda. W tym samym roku zagrał na igrzyskach olimpijskich w Rio de Janeiro, ponosząc porażkę w 1. rundzie turnieju singlowego z Philippem Kohlschreiberem.
W rankingu gry pojedynczej Pella najwyżej był na 20. miejscu (19 sierpnia 2019), a w klasyfikacji gry podwójnej na 55. pozycji (1 lipca 2019).

### Finały w turniejach ATP Tour
| Legenda                                      |
| -------------------------------------------- |
| Wielki Szlem                                 |
| Igrzyska olimpijskie                         |
| Tennis Masters Cup / ATP Finals              |
| ATP Masters Series / ATP Tour Masters 1000   |
| ATP International Series Gold / ATP Tour 500 |
| ATP International Series / ATP Tour 250      |

#### Gra pojedyncza (1–4)
| Końcowy wynik | Nr | Data           | Turniej        | Nawierzchnia   | Przeciwnik           | Wynik finału     |
| ------------- | -- | -------------- | -------------- | -------------- | -------------------- | ---------------- |
| Finalista     | 1. | 21 lutego 2016 | Rio de Janeiro | Ceglana        | Pablo Cuevas         | 4:6, 7:6(5), 4:6 |
| Finalista     | 2. | 7 maja 2017    | Monachium      | Ceglana        | Alexander Zverev     | 4:6, 3:6         |
| Finalista     | 3. | 22 lipca 2018  | Umag           | Ceglana        | Marco Cecchinato     | 2:6, 6:7(4)      |
| Finalista     | 4. | 10 lutego 2019 | Córdoba        | Ceglana        | Juan Ignacio Londero | 6:3, 5:7, 1:6    |
| Zwycięzca     | 1. | 3 marca 2019   | São Paulo      | Ceglana (hala) | Cristian Garín       | 7:5, 6:3         |